# Liaoning Whowin
El Liaoning Football Club fue un equipo de fútbol de la República Popular China que jugó en la Primera Liga China, la segunda liga de fútbol más importante del país.

## Historia
Fue fundado en 1953 en la ciudad de Shenyang, en la provincia de Liaoning.
Es un equipo que ha cambiado de nombre en varias ocasiones, las cuales han sido:
- 1959-1992 Liaoning
- 1993 Liaoning Dongyao
- 1994 Liaoning Fast East
- 1995 Liaoning
- 1996 Liaoning Hangxing
- 1997 Liaoning Shuangxing
- 1998 Liaoning Tianrun[3]
- 1999 Liaoning Fushun[3]
- 2000-2001 Liaoning Fushun Tegang[4]
- 2002 Liaoning Bird
- 2003 Liaoning Zhongshun[5][6]
- 2004 Liaoning Zhongyu
- 2005-2007 Liaoning FC
- 2008-Hoy Liaoning Hongyun (Whowin)

## Cuerpo técnico
- Entrenador:  Ma Lin
- Assistant Entrenador:  Chen Yang
- Entrenador de Porteros:  Sun Xianyi
- Preparador Físico:  Chen Yang
- Fisioterapeutas:  Pei Junchang 
  Li Chunheng
- Director deportivo:  Alejandro Contreras

## Jugadores

### Jugadores destacados
- Alen Avdić
- Clément Lebe
- Li Jinyu
- Li Tie
- Qu Shengqing
- Zhang Yuning
- Zhao Junzhe
- Zhuang Yi
- Fabrice Grange
- Qiu Li

## Entrenadores
- Zhang Yin (~2000)[7]
- Yevgeni Skomorokhov (2000-?)[8]
- Wang Hongli (~2001)[9]
- Dimitar Penev (2003-?)[10]
- René Lobello (2017)[11]
- Chen Yang (2017-)

## Palmarés

### Títulos nacionales
- Super Liga China: (8): 1978, 1985, 1987, 1988, 1990, 1991, 1992, 1993 (Record)
- Segunda División China (2): 1999, 2010

### Títulos internacionales
- Liga de Campeones de la AFC (1) : 1990,